# Szolgalelkű Óriások

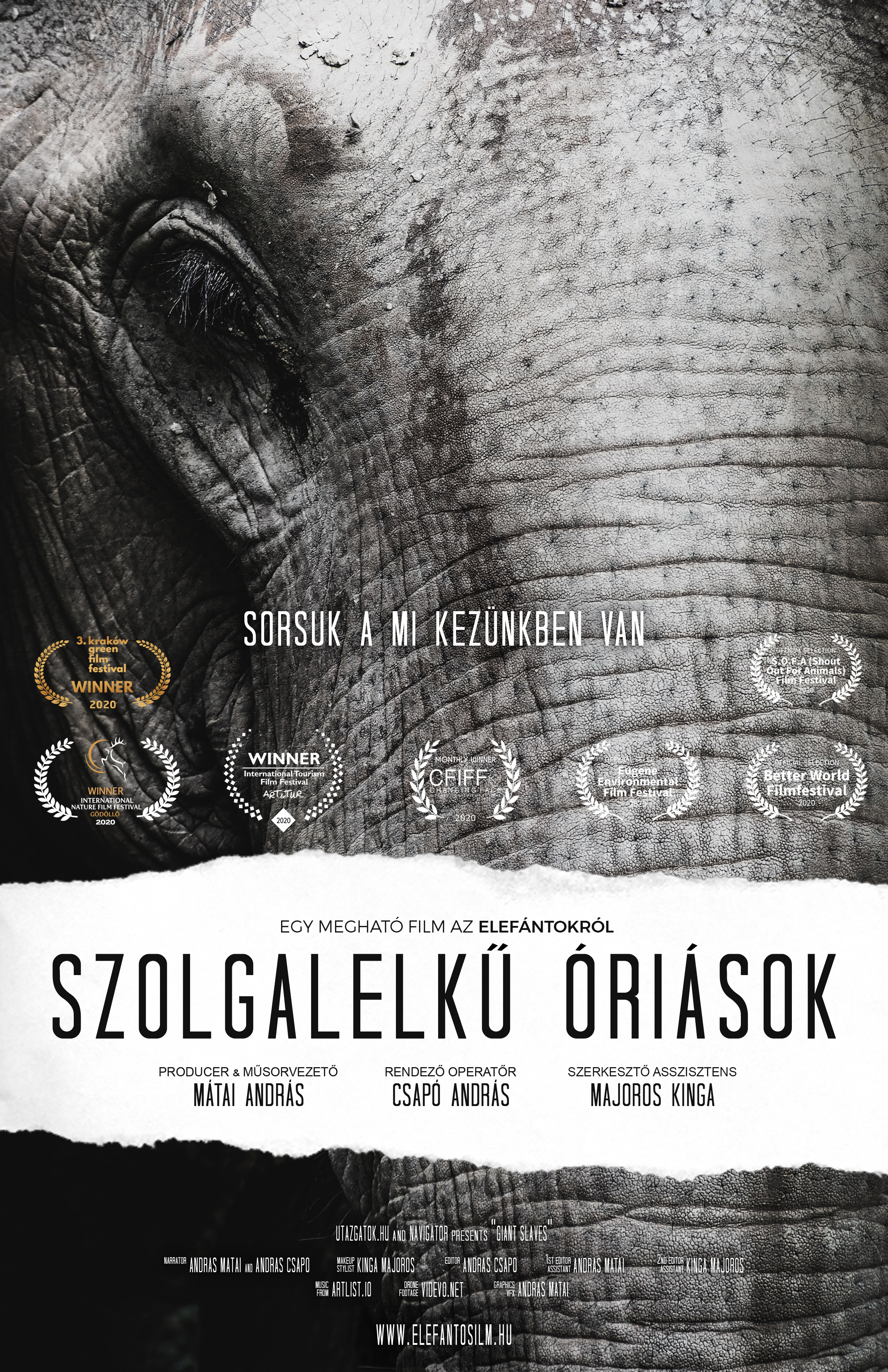
A Szolgalelkű Óriások című film plakátja

A Szolgalelkű Óriások egy független filmes csapat magyar gyártású 46 perces tényfeltáró dokumentumfilmje, amely 2019-ben készült el. A forgatás helyszíne Chiang Mai Thaiföld.

## Készítők
- Mátai András - producer/műsorvezető
- Csapó András - rendező/operatőr
- Majoros Kinga - szerkesztő asszisztens

## Szereplők
- Sangduen Lek Chailert, az „elefántsuttogó”
- Benny
- Tommy
- Watt
- Vespa

## Díjak
- 1. helyezett BEST FEATURE DOCUMENTARY kategóriában a Phoenix of Sarajevo International Tourism Film fesztiválon (Bosznia-Hercegovina)
- 1. helyezett a Göcsej Filmszemlén
- 2. helyezett a DOKUMENTUMFILM kategóriában az ART&TUR International Tourism Film fesztiválon (Portugália)
- 3. helyezett a DOKUMENTUMFILM TV és FÜGGETLEN FILM kategóriában + NEMZETKÖZI ZSŰRI KÜLÖNDÍJA a Gödöllői International Nature Film fesztiválon
- Nézői különdíj az AUDIENCE AWARD az 5. Krakkói Green Film fesztiválon (Lengyelország)
- Hónap legjobb filmje a Changing Face International Film fesztiválon (USA)
- Tiszteletdíj az ITALIA GREEN FILM fesztiválon (Olaszország)
- több Official Selection

## Technikai leírás
- Hossz: 46 perc 20 másodperc
- Nyelv: magyar és angol nyelven, magyar és angol felirattal
- Technikai specifikáció: 1080 p, full HD, 25 fps
- Forgatási helyszín: Chiang Mai, Thaiföld
- Kiemelt szereplő: Lek Chailert, az elefántsuttogó, aki már több mint 200 elefántot mentett meg